# Manastir Pakra
Manastir Pakra je jedan od četiriju manastira Srpske pravoslavne crkve u Eparhiji pakračko-slavonskoj. smješten je otprilike petnaestak kilometara jugoistočno od grada Daruvara, skriven u malenoj uvali među obroncima Papuka, uz rijeku Pakru, koja mu daje ime.

## Povijest
Osnovan je krajem 17. stoljeća, vjerojatno 1699.g, od strane svećenika iz manastira Mileševa, koji su izbjegli pred Osmanlijama.
Tijekom svoje duge povijesti, manastir je pretrpio nekoliko teških oštećenja. Važno je istaknuti godine 1780. i 1887., kada je u oba slučaja snažna oluja potpuno uništila limeni krov crkve. To je rezultiralo stvaranjem nepovoljnih mikroklimatskih uvjeta, čije destruktivno djelovanje nije zaobišlo ni drveni inventar, posebice ikonostas u samoj crkvi. Drugo veliko stradanje crkve zbilo se tijekom drugog svjetskog rata 1943. godine od strane ustaša kada je crkva demolirana, a konaci zapaljeni. Vrijednije umjetnine i biblioteka su spašene jer ih je u kolovozu 1941. komisija iz Zagreba pod vodstvom profesora Vladimira Tkalčića preuzela i transportirala u Zagreb. Treba također spomenuti da je tadašnji iguman Jefrem pokušao spasiti dio umjetnina tako što ih je početkom rata zapečatio i sakrio u kriptu grobljanske kapele Sv. Nikole. Međutim, te umjetnine su ipak pretrpjele velika oštećenja, a od nekih su ostali samo dijelovi.
Manastir je napušten nakon drugog svjetskog rata, a crkva je bila u funkciji do Domovinskog rata.
Radovi statičke sanacije crkve obavljeni su 2007. godine. Tijekom radova na podbetoniravanju temelja crkve u svrhu statičke sanacije, proveden je arheološki nadzor. Otkriveno je da su temeljne stope manastirske crkve šire od zidova broda, ali i kraće od dužine crkve s apsidom. Ovaj nesrazmjer vjerojatno je prouzročio statički debalans, koji je mogao biti uzrokovan podzemnim vodama. Takve temeljne stope upućuju na postojanje nekog starijeg crkvenog objekta. Dodatno, u dvorištu manastira pronađen je polukapitel gotičke profilacije. Postoji mogućnost da pripada tom starijem objektu, no također je moguće da je donesen s nedalekog lokaliteta katoličkog benediktinskog samostana sv. Margarete u Bijeloj.
O manastiru se danas brine paroh daruvarske pravoslavne crkve.

## Opis manastirskog kompleksa
U manastirskom kompleksu (porti), na sredini dvorišta, s polukružnim svetištem i zvonikom uz glavno pročelje, sagrađena je crkva Vavedenja Presvete Bogorodice, a odmah do nje i konak – dugačka uska građevina s tri krila i dvije etaže. 
Osim crkve i konaka, na jednom blagom uzvišenju sagrađena je 1761. grobljanska kapela Sv. Nikole – jednobrodna građevina s polucilindričnim svodom, polukružnim svetištem, pjevnicama i kriptom gdje su pokapani monasi. Kapela Sv. Nikole i njen ikonostas, koji je predstavljao remek djelo barokne drvorezne umjetnosti, su nepovratno uništeni uslijed djelovanja prirodnih sila – klizanja tla i djelovanja atmosferilija. Kapela i inventar se još mogli spasiti sredinom prošlog stoljeća, no tadašnja administracija se oglušila na prijedlog obnove iz 1968. godine.
Crkva Vavedenja Presvete Bogorodice koja je dovršena 1765. je barokna jednobrodna građevina, sagrađena od klesanog kamena s manjom količinom sadre i cigle.
Na zapadni zid crkve dozidan je zvonik 1769. godine, tako da je osnova s apsidom i zvonikom dobila oblik križa.
Unutarnjim dijelom crkve Vavedenja Presvete Bogorodice dominira veliki ikonostas, podignut 1779. godine. On odvajaj glavni brod od svetišta. Visok je oko 10 metara, ima 72 ikone, raspoređene u pet redova s dodanim pjevnicama i tronovima s obje strane.
U najnižem redu ikonostasa su prizori iz Starog zavjeta, zatim šest prijestolnih ikona s carskim dverima. U sljedećem redu niže se dvanaest Kristovih i Bogorodičinih praznika s tajnom večerom u sredini. Slijedi ikona Deisis usred dvanaest apostolskih ikona. Iznad toga je velika ikona Sv. Trojice usred proročkih ikona, a na vrhu u sredini stoji Raspeće, te sa strane Bogorodica i sv. Jovan. 
Dvije bogato ukrašene trokutaste skupine kartuša od po šest ikona, koje prikazuju Kristove muke, zatvaraju s obje strane vrh ikonostasa i dopiru do samog svoda crkve. 
Ikone su oslikane u tehnici tempere na dosta tankom sloju tutkalno-kredne osnove, a pripisuju se novosadskom umjetniku Vasiliju Ostojiću.

## Zanimljivost
Prema narodnoj legendi, na lokaciji današnjeg manastira, prvu drvenu crkvu (kolibu) je 1556. godine, za vrijeme Osmanske vladavine, sagradio hajduk Stanko Njegomir, te se potom zamonašio.